# Ralph Steadman

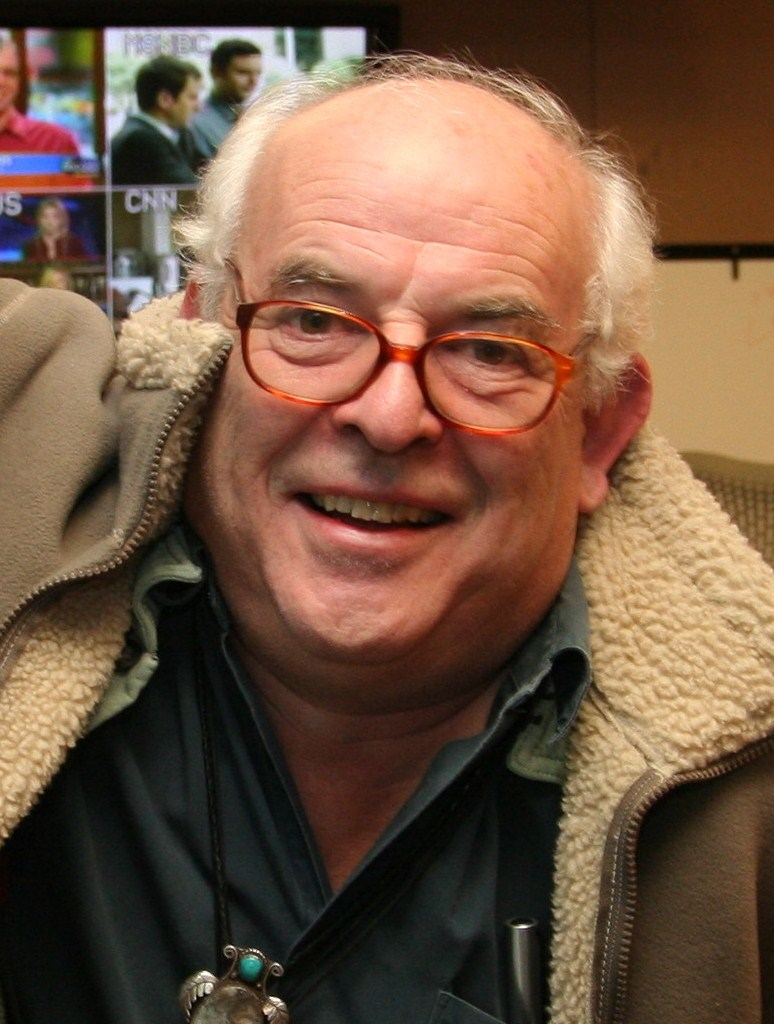
Ralph Steadman 2006

Ralph Steadman (* 15. Mai 1936 in Wallasey im englischen County Cheshire) ist ein britischer Autor, Illustrator, Cartoonist und Karikaturist.

## Leben
Steadman absolvierte das East Ham Technical College und das London College of Printing and Graphic Arts während der 1960er Jahre. In dieser Zeit arbeitete er freiberuflich für Punch, Private Eye, The Daily Telegraph, The New York Times und das Rockmusik-Fachblatt Rolling Stone.
Steadman ist bekannt für seine ironischen, politisch und sozial akzentuierten Karikaturen und Cartoons sowie für seine Illustrationen in einer Reihe von Bildbänden, etwa Alice im Wunderland, Die Schatzinsel und Animal Farm. Außer dem Verfassen und Illustrieren seiner eigenen Bücher hat Steadman mit etlichen Schriftstellern zusammengearbeitet, darunter Hunter S. Thompson, Ted Hughes und Brian Patten. Er wurde 1979 zum Illustrator of the Year gewählt vom American Institute of Graphic Arts. 1989 schrieb er das Libretto für ein Öko-Oratorium namens Plague and the Moonflower, welches in fünf Kathedralen in Großbritannien aufgeführt wurde und ein paar Jahre später von BBC2 verfilmt wurde (1994).
Er hat die Winzer und Destillerien der ganzen Welt aufgesucht, immer auf der Suche nach dem Außergewöhnlichen (Oddbins). Daraus resultierten zwei preisgekrönte Bücher, The Grapes of Ralph und Still Life With Bottle.
Die University of Kent hat ihm die Ehrendoktorwürde verliehen.

## Selbstaussagen
- „Gonzo is the essence of irony. You dare not take it seriously. You have to laugh.“
- „Nobody I have read knows what GONZO is, was, or ever could be, not even Hunter, and if he doesn't know what it is, I do. I am the only one who does. Gonzo make you feel GOod rather than BAD, which is BANZO.“
- „Today cartoon imagery has been flogged to death. Electronic wizardry has devoured it, digested it and spat out the bits left stuck in its teeth. What is unacceptable in the world is served up as light entertainment in every living room in the land.“

## Auszeichnungen (Auswahl)
- Francis Williams Book Illustration Award für Alice im Wunderland,
- American Society of Illustrators’ Certificate of Merit,
- W.H. Smith Illustration Award für I Leonardo,
- Silver Paintbrush Award (Niederlande) für Inspector Mouse;
- 1987: Bologna Ragazzi Award (Italien) für That's My Dad;
- BBC Design Award für Briefmarken-Design;
- Black Humour Award in Frankreich;
- und diverse Preise der britischen Designers and Art Directors Association.

## Werke (Auswahl)
- The Little Red Computer, 1968
- Fear and Loathing in Las Vegas, 1971 (Text: Hunter S. Thompson)
- Two Donkeys and a Bridge, 1972
- Emergency Mouse, 1978 (Text: Bernard Stone)
- Sigmund Freud, 1979
- The Curse of Lono, 1980 (Text: Hunter S. Thompson)
- Inspector Mouse, 1980 (Text: Bernard Stone)
- I Leonardo, 1983
- Quasimodo Mouse, 1984 (Text: Bernard Stone)
- Treasure Island, 1985 (Text: Robert Louis Stevenson)
- That's My Dad, 1986
- The Complete Alice, 1986 (Through the Looking Glass and The Hunting of the Snark, Text: Lewis Carroll)
- No Room to Swing a Cat, 1989
- Near the Bone, 1990
- The Grapes of Ralph. Wine according to Ralph Steadman, 1992
- Still Life with Bottle. Whisky according to Ralph Steadman, 1994
- Teddy! Where Are You?, 1995
- Animal Farm, 1995 (Text: George Orwell)
- Gonzo. The art of Ralph Steadman, 1998
- kleiner.com (ab 6 Jahre), Gerstenberg Verlag, Hildesheim 2001, ISBN 3-8067-4935-3
- Doodaaa. The Balletic Art of Gavin Twinge. A Novel, Bloomsbury Publishing, London 2003
- The Joke's over, 2006